# Natty Gann och varghunden
Natty Gann och varghunden är en amerikansk äventyrsfilm från 1985 i regi av Jeremy Kagan.
Det är 1930-tal och mitt under depressionen. Natty Gann, en 12-årig flicka, rymmer från sin förmyndare för att få vara med sin ensamstående pappa. Han är hundratals mil bort och arbetar i skogen som skogshuggare, det arbete som har gått att få. Med sig på sin färd får Natty några följeslagare. 

## Rollista i urval
- Meredith Salenger – Natty Gann
- John Cusack – Harry
- Ray Wise – Sol Gann
- Lainie Kazan – Connie
- Scatman Crothers – Sherman
- Verna Bloom – farmarkvinna
- John P. Finnegan – chefen för skogsavverkningen
- Garry Chalk – arbetare i Chicago
- Frank C. Turner – farmare
- Gabrielle Rose – övningsledare
- Don S. Davis – järnvägsarbetare
- Alek Diakun – stins
- Grant Heslov – medlem i Parkers gäng
- Bruce M. Fischer – Charlie Linfield
- Jed – Wolf